# Новий Мир (Сімферопольський район)
Нови́й Мир (крим. Novıy Mır) — село Сімферопольського району Автономної Республіки Крим.

## Населення

### Мова
Розподіл населення за рідною мовою за даними перепису 2001 року:
| Мова              | Кількість | Відсоток |
| ----------------- | --------- | -------- |
| російська         | 268       | 64.89 %  |
| українська        | 74        | 17.92 %  |
| кримськотатарська | 71        | 17.19 %  |
| Усього            | 413       | 100 %    |

1. ↑  Рідні мови в об'єднаних територіальних громадах України — Український центр суспільних даних